# Смет, Паскаль
Паскаль Смет нидерл. Pascal Smet (родился 30 июля 1967, Беверен, Бельгия) — бельгийский политический деятель, член Социалистической партии Фландрии, фламандский министр образования с 2009 года.
Родился в 1967 году в Беверене. Был депутатом городского совета Беверена (1989-1997 гг.), член областного Совета Восточной Фландрии (1991-1994 гг.). Паскаль Смет получил ученую степень в области права в Университете Антверпена. Он является открытым геем.
Смет служил в качестве генерального комиссара Бельгии по делам беженцев и лиц без гражданства (2001-2003 гг.). В 2003 году он стал государственным секретарем в правительстве Брюссельского столичного региона с компетенциями мобильности, государственной службы, пожарной службы, срочной медицинской помощи и председателем Комиссии фламандского сообщества с компетенциями культуры, спорта, государственной службы и СМИ.
После региональных выборов 2004 года Паскаль Смет стал министром в правительстве Брюссельского столичного региона. Он отвечал за вопросы общественных работ, передвижения, культуры, спорта и молодежной политики. После 2009 региональных выборах его партия проиграла. 13 июля 2009 года Смет становится членом правительства Фландрии, занимая пост министра образования, по делам молодежи, равных возможностей и Брюсселя.